# Alain Prost

Autografo de Prost

Alain Marie Pascal Prost OBE (Loire, 24 de fevereiro de 1955) é um ex-automobilista francês, quatro vezes campeão do Mundial de Pilotos da Fórmula 1. Durante sua carreira na F1, que foi de 1980 a 1993, ele venceu 51 Grandes Prêmios. É considerado um dos maiores automobilistas de todos os tempos. Michael Schumacher superou o total de 51 vitórias de Prost, no GP da Bélgica de 2001. Em 1999, Prost recebeu o World Sports Award of the Century na categoria esporte a motor.
Prost descobriu o kart aos 14 anos durante férias em família. Ele progrediu nas categorias juniores do automobilismo, vencendo os campeonatos francês e europeu de Fórmula 3, antes de ingressar na equipe McLaren de Fórmula 1, em 1980, aos 24 anos. Ele terminou nos pontos em sua estreia na Fórmula 1 - no Autódromo de San Martin, em Buenos Aires, Argentina, onde conquistou seu primeiro pódio, um ano depois. Conquistou sua primeira vitória no Grande Prêmio da França de 1981, dirigindo para a equipe de fábrica da Renault.

## Carreira

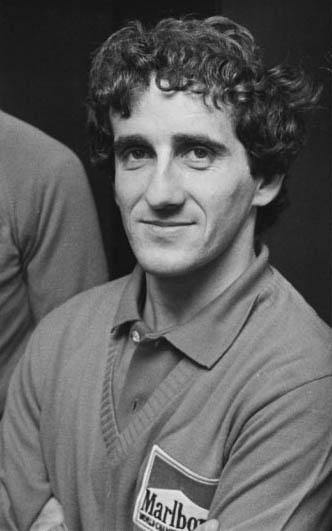
Alain Prost em 1984.

Sua primeira vitória ocorreu no Grande Prêmio da França de 1981, com um carro francês, o Renault. Ainda na Renault ele somou mais 8 vitórias ao seu currículo. Mas divergências com a equipe o fizeram regressar à McLaren, na qual somaria mais 30 vitórias e ganharia três títulos mundiais: 1985, 1986 e 1989.
Numa passagem conturbada pela Ferrari, foi vice-campeão em 1990 e não competiu em 1992. Retornou em 1993, sagrando-se mais uma vez campeão, agora pela Williams, e encerrando no mesmo ano sua carreira.
Em seu tempo, Alain Prost consagrou um estilo de pilotagem seguro, leve e elegante, apesar da arrogância na postura perante outros pilotos; em oposição ao maior virtuosismo de outros pilotos com os quais competiu, como Gilles Villeneuve, Nigel Mansell e o Tri Campeão Nelson Piquet. Um dos principais exemplos desse método era a economia dos componentes do carro (motor, gasolina, pneus) durante a maior parte da corrida, para que as grandes acelerações se dessem somente nos momentos de real decisão (como nos instantes de ultrapassagem). Por adotar essa forma racional e calculista de competição, Prost ficou conhecido como "O Professor".
De 1997 a 2001 foi proprietário e dirigiu a Prost Grand Prix Racing Team. A equipe faliu no começo de 2002.
Fora das corridas, Prost é um entusiasta pelo ciclismo de estrada e ajudou no design de bicicletas da fábrica francesa Cyfac.
Alain Prost é casado com Anne-Marie Prost e tem três filhos: Nicolas, Sacha e Victoria. Ele reside em Nyon, na Suíça.

### Rivalidade com Senna
Durante boa parte de sua carreira na Fórmula 1, houve grande rivalidade entre Alain Prost e Ayrton Senna, notadamente após o ano de 1988, quando ambos se tornaram companheiros de equipe na McLaren. O evento mais notável durante a temporada ocorrido entre os dois foi no Grande Prêmio de Portugal de 1988, onde Senna tentou bloquear Alain Prost de obter a liderança forçando o francês a correr próximo do muro dos pits; Prost manobrou para passar Senna por fora, obtendo a liderança quando os dois chegaram à primeira curva, mas manteve-se irritado com a manobra perigosa do brasileiro.
A rivalidade se intensificou após o Grande Prêmio de San Marino de 1989, onde os dois competidores firmaram um acordo que nenhum ficaria no caminho do outro na primeira curva. (cf. Grande Prêmio de San Marino de 1989). No início, Senna obteve a liderança e foi seguido por Prost pela primeira curva sem se colocar no caminho de Senna. Um acidente envolvendo Gerhard Berger na 4ª volta parou a corrida. No reinício, foi Prost que levou a melhor entre os dois, mas Senna forçou seu caminho em cima de Prost na primeira curva, quebrando o acordo feito no início da corrida e deixando o francês furioso com Senna. Senna argumentou que foi o reinício. Alain Prost também ficou irritado com a McLaren aparentemente favorecendo Senna pelo melhor relacionamento de Senna com a Honda, então anunciando no meio da temporada que assinaria contrato com a Ferrari para o ano seguinte.
Esta rivalidade chegou ao ápice no fim de 1989, quando o título estava para ser decidido entre Senna e Prost no Grande Prêmio do Japão de 1989, em Suzuka. As duas McLarens colidiram na chicane do Casio Triangle quando Prost bloqueou uma tentativa de ultrapassagem de Senna. Prost saiu do carro, enquanto que Senna gesticulou para os técnicos de pista empurrassem seu carro para retornar à pista, cortando pela chicane. Senna voltou aos boxes para trocar o bico avariado e continuar, enquanto que Prost se dirigiu à sala dos comissários para reportar que o corte pela chicane era uma manobra ilegal. Mesmo com Senna vencendo a corrida, os comissários entenderam que a manobra foi ilegal e Senna foi desclassificado. Após uma apelação malsucedida pela McLaren, o brasileiro recebeu uma multa de US$ 100 000 e seis meses de suspensão, levando Senna a acusar o então presidente da FIA Jean-Marie Balestre de favorecer o francês. A desclassificação de Senna fez com que Prost ganhasse o título matematicamente, já que Prost tinha mais pontos no campeonato. Há ainda muito debate se Prost intencionalmente acertou Senna, se Senna foi arrojado demais em sua manobra, ou se simplesmente o ocorrido foi um incidente de corrida.
O Campeonato de Fórmula 1 de 1990 viu os dois pilotos se colidindo novamente. Senna estava à frente de Prost, que agora estava na Ferrari, no campeonato de pilotos. Prost se classificou em segundo para a penúltima corrida da temporada em Suzuka, no Grande Prêmio do Japão de 1990, e Senna se classificou na pole. Sem explicação, o lado ímpar das posições de largada foi trocado com o lado par. Senna então reclamou que o lado ímpar estava sujo, significando uma aderência menor na largada e também uma arrancada mais lenta comparada com a de Prost, que largaria do lado mais emborrachado da pista. O apelo do brasileiro foi rejeitado. No início da prova, Prost levou a melhor entre os dois, mas ao completar a primeira curva, Senna se recusou a recolher o carro para dar espaço e colidiu de lado com Prost a 160 mph (260 km/h), decidindo o título para o brasileiro. Prost quase se aposentou do esporte dizendo: "O que ele fez foi desprezível. É um homem sem valor." Um ano depois, Senna admitiu que a manobra foi premeditada, em retaliação por Prost ter tentado retirar os dois da corrida no ano anterior, numa posição similar.

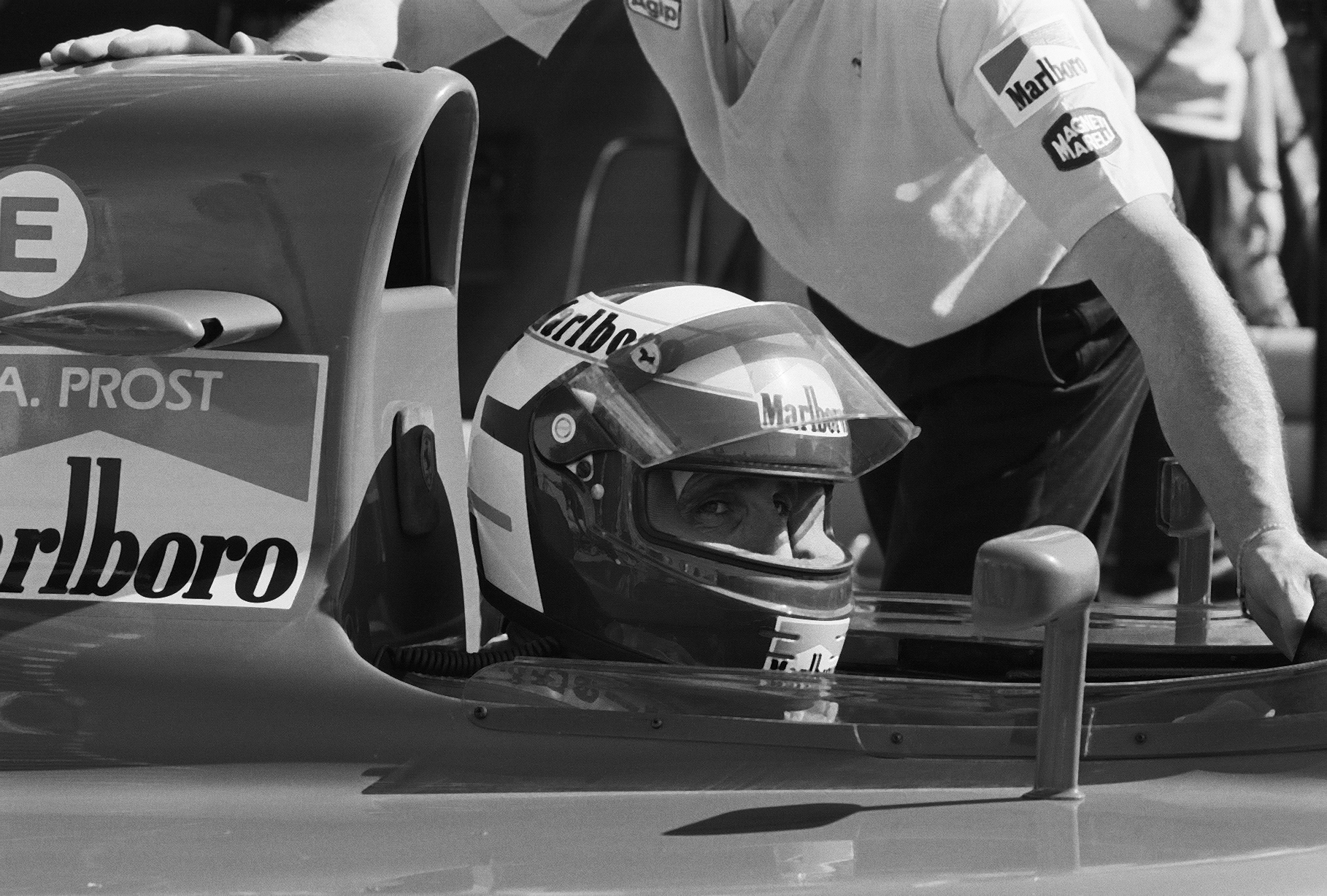
Prost na Ferrari no GP dos Estados Unidos, Phoenix, de 1991

Houve também um incidente controverso na temporada de 1991: a Ferrari de Prost era inferior às McLarens, sendo incapaz de ser competitivo contra Senna. No Grande Prêmio da Alemanha de 1991, Prost disputava com Senna o 4º lugar, mas no entanto sentiu Senna se defender muito agressivamente na primeira chicane, fazendo Prost se desviar pela rota de escape. Prost estabilizou o carro e retornou à corrida. Concidentemente, Senna ficou sem combustível na última volta exatamente naquele ponto.
O francês tirou um ano sabático em 1992 após ser demitido da Ferrari por ter criticado publicamente o carro e a equipe, enquanto que o brasileiro luta em uma McLaren que já não era tão competitiva como era a Williams. Prost anunciou um contrato para a temporada seguinte, de 1993, com a Williams. Senna quis ir para a Williams também, mas Prost tinha uma cláusula em seu contrato em que proibia o brasileiro de ser seu companheiro de equipe. Furioso, Senna chamou o francês de covarde durante uma coletiva de imprensa em Estoril.
Um ex-chefe de ambos, Frank Williams, quando questionado sobre as diferenças entre eles, respondeu:
| “ | Posso ser tachado de herético, mas sempre suspeitei que Alain de fato tivesse uma habilidade maior. Digo isso lembrando que Ayrton ia mais ao limite do que Alain. Mas Alain nunca explorou o extremo tão consistentemente ou de maneira bem sucedida como Ayrton. Alain corria riscos calculados. Ayrton certamente examinava e então guiava, direto ao limite. Ayrton era todo coragem e pilotagem no carro. Apesar das muitas diferenças, eles também tinham semelhanças. Os dois eram pilotos muito cerebrais, grandes "pensadores". Mas as manifestações deste controle mental eram diferentes. | ” |

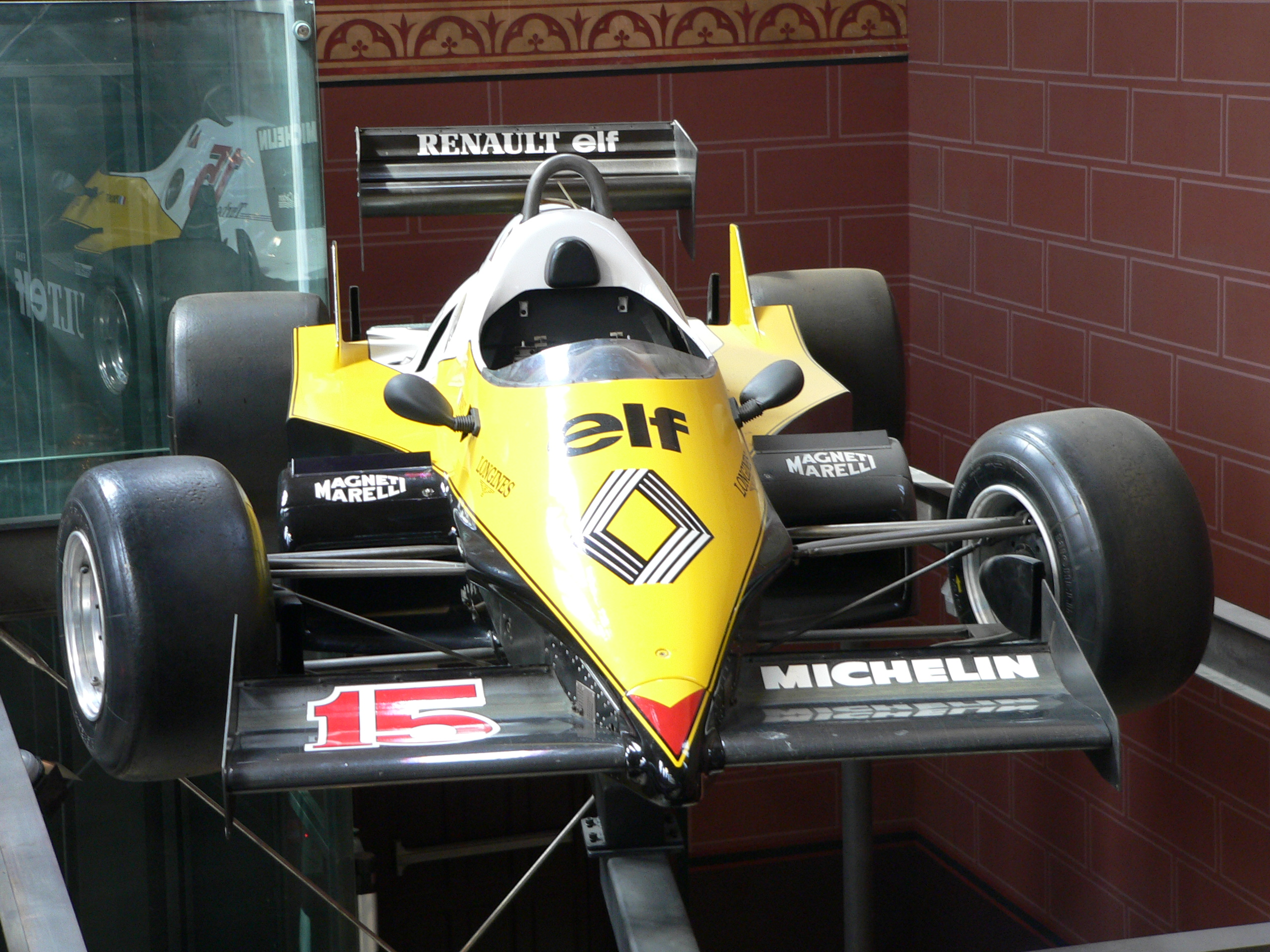
Renault RE40 utilizada por Prost em 1983

Após tais polêmicas, em 1993, Alain Prost voltaria à Fórmula 1 em grande estilo, pilotando o Williams FW15 com os motores Renault V10, o melhor carro de sua época. Depois de um início irregular, alternando-se na liderança do campeonato com Ayrton Senna (que conduzia um McLaren já bastante inferior), Prost se estabeleceria na primeira posição na classificação sem maiores sustos a partir do triunfo no Grande Prêmio do Canadá, sagrando-se tetracampeão mundial com o segundo lugar obtido no Grande Prêmio de Portugal. O título veio com duas corridas de antecedência e assegurado por sete vitórias na temporada. Alain Prost seria o maior vencedor de corridas da Fórmula 1 e o piloto com mais títulos depois de Juan Manuel Fangio até o início dos anos 2000, quando tais marcas seriam batidas por Michael Schumacher (que também superaria Fangio no número de títulos).
Com a iminente entrada de Ayrton Senna na Williams para a temporada de 1994, Prost decide não reaver a lendária e polêmica rivalidade dos tempos de McLaren e anuncia sua aposentadoria justamente no final de semana do GP de Portugal. Apesar da cautela de Prost, o que muitos temiam, a reedição de disputas controversas com Ayrton Senna, não havia acontecido em 1993, com ambos os pilotos competindo de maneira harmoniosa, sem maiores desgastes. O reatamento entre dois seria selado com o abraço de Senna em Prost no pódio do Grande Prêmio da Austrália (o último daquela temporada, o último da carreira de Prost e o que também marcaria a última vitória de Senna na Fórmula 1).

### Capacete

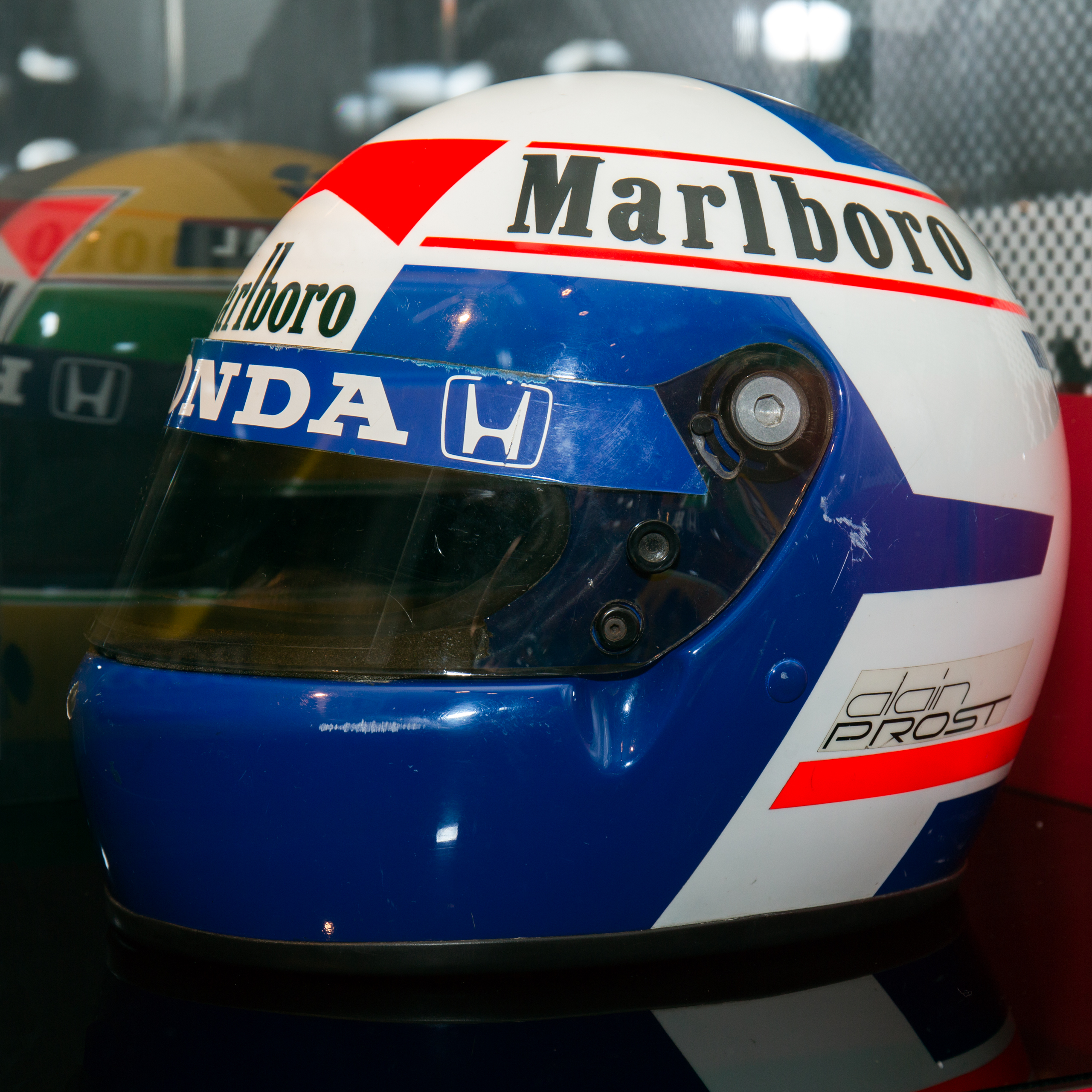
Capacete de Prost para o campeonato Mundial de Fórmula 1 de 1988.

Prost usa um design de capacete baseado nas três cores da bandeira francesa, sendo azul, branco e vermelho, junto com o nome ao lado. No entanto, durante o início de sua carreira, Prost usou um design básico de branco todo com alguns detalhes azuis ao redor da viseira (capacete azul com Y branco invertido a 180° e linhas vermelhas no ramo inferior do Y invertido e no ramo superior, ao redor. Durante o período de Prost na Renault, ele usou mais detalhes azuis, principalmente na parte traseira do capacete. O capacete de Prost mudou em 1985, pois agora o capacete tinha o detalhe azul na parte da frente, circundando a viseira (com também uma faixa azul na região lateral, tornando a área branca um P) e um anel branco com linhas vermelhas no topo (formando um círculo branco com uma metade azul na parte traseira do topo). Prost manteve um design semelhante para sua entrada na Ferrari e na Williams. Às vezes, Prost usava variantes de seu capacete. Em 2007, ele usou seu design original, mas com a parte superior do círculo toda vermelha e uma linha vermelha na área do queixo inferior. Em 2010, ele usou um capacete branco pérola com chamas de prata e uma faixa azul-branca-vermelha-branca-azul no visor, desenhado por Kaos Design.

### Honras recebidas
- Légion d'Honneur (França, 1985)
- Troféu de Campeão dos Campeões (Grand Prix Former Drivers Club, 1988)
- Knight of the Order of the British Empire (OBE) (Inglaterra, 1993)
- Hall da Fama Internacional dos Esportes a motor (1999)
- Prêmio mundial de esportista do Século (novembro de 1999)
- Cavaleiro da Ordem do Cruzeiro do Sul (Brasil)

## Comparação com companheiro de equipe

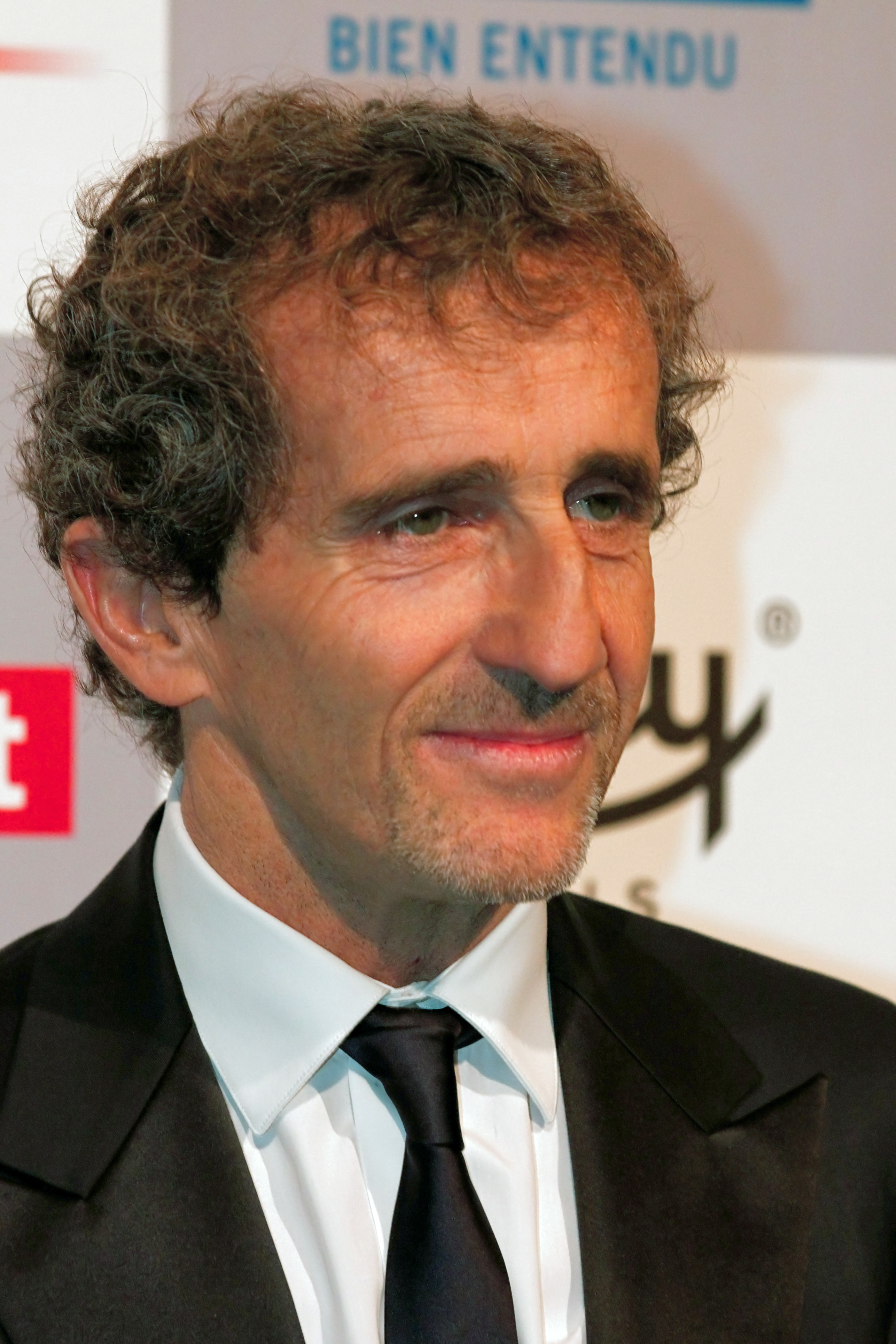
Alain Prost em 2012.

Durante a sua carreira na Fórmula 1, Alain Prost bateu quase todos os seus colegas por pontos, incluindo quatro campeonatos mundiais. As únicas excepções foram na sua temporada de estreia (1980), devido a uma lesão na mão que o levou a participar apenas de onze corridas, e em 1984, quando ele, estando prestes a vencer o campeonato, foi batido por Niki Lauda por uma diferença de meio ponto. Apesar de Prost em 1988 ter ganho mais pontos que o seu colega de equipe Ayrton Senna, este venceu o campeonato, devido ao sistema de pontuação considerar os 11 melhores resultados de 16 possíveis para a soma dos pontos.
| Ano  | Pontos de Alain Prost | Pontos de companheiro de equipe | Companheiro de equipe |
| ---- | --------------------- | ------------------------------- | --------------------- |
| 1980 | 5                     | 6                               | John Watson           |
| 1981 | 43                    | 11                              | René Arnoux           |
| 1982 | 34                    | 28                              | René Arnoux           |
| 1983 | 57                    | 22                              | Eddie Cheever         |
| 1984 | 71.5                  | 72                              | Niki Lauda            |
| 1985 | 731 (76)              | 14                              | Niki Lauda            |
| 1986 | 721 (74)              | 22                              | Keke Rosberg          |
| 1987 | 46                    | 30                              | Stefan Johansson      |
| 1988 | 871 (105)             | 901 (94)                        | Ayrton Senna          |
| 1989 | 761 (81)              | 60                              | Ayrton Senna          |
| 1990 | 711 (73)              | 37                              | Nigel Mansell         |
| 1991 | 34                    | 21                              | Jean Alesi            |
| 1993 | 99                    | 69                              | Damon Hill            |

### Resultados na Fórmula 1
(legenda) (Corrida em negrito indica pole position e em itálico volta mais rápida)
| Ano  | Equipe                         | Chassis        | Motor                        | 1         | 2         | 3         | 4         | 5         | 6         | 7         | 8         | 9         | 10        | 11        | 12        | 13        | 14        | 15         | 16        | Pontos    | Posição |
| ---- | ------------------------------ | -------------- | ---------------------------- | --------- | --------- | --------- | --------- | --------- | --------- | --------- | --------- | --------- | --------- | --------- | --------- | --------- | --------- | ---------- | --------- | --------- | ------- |
| 1980 | Marlboro Team McLaren          | McLaren M29    | Ford-Cosworth DFV V8         | ARG 6 G   | BRA 5 G   | AFS NP G  | USW       | BEL Ret G | MON Ret G | FRA Ret G | GBR 6 G   | GER 11 G  | AUT 7 G   |           |           |           |           |            |           | 5         | 16º     |
| 1980 | Marlboro Team McLaren          | McLaren M30    | Ford-Cosworth DFV V8         |           |           |           |           |           |           |           |           |           |           | PAB 6 G   | ITA 7 G   | CAN Ret G | USE NP G  |            |           | 5         | 16º     |
| 1981 | Equipe Renault Elf             | Renault RE20B  | Renault-Gordini EF1 V6 Turbo | USW Ret M | BRA Ret M | ARG 3 M   | SMR Ret M | BEL Ret M |           |           |           |           |           |           |           |           |           |            |           | 43        | 5º      |
| 1981 | Equipe Renault Elf             | Renault RE30   | Renault-Gordini EF1 V6 Turbo |           |           |           |           |           | MON Ret M | ESP Ret M | FRA 1 M   | GBR Ret M | GER 2 M   | AUT Ret M | PAB 1 M   | ITA 1 M   | CAN Ret M | CPL 2 M    |           | 43        | 5º      |
| 1982 | Equipe Renault Elf             | Renault RE30B  | Renault-Gordini EF1 V6 Turbo | RSA 1 M   | BRA 1 M   | USW Ret M | SMR Ret M | BEL Ret M | MON 7 M   | USE NC M  | CAN Ret M | PAB Ret M | GBR 6 M   | FRA 2 M   | GER Ret M | AUT 8 M   | SUI 2 M   | ITA Ret M  | CPL 4 M   | 34        | 4º      |
| 1983 | Equipe Renault Elf             | Renault RE30C  | Renault-Gordini EF1 V6 Turbo | BRA 7 M   |           |           |           |           |           |           |           |           |           |           |           |           |           |            |           | 57        | 2º      |
| 1983 | Equipe Renault Elf             | Renault RE40   | Renault-Gordini EF1 V6 Turbo |           | USW 11 M  | FRA 1 M   | SMR 2 M   | MON 3 M   | BEL 1 M   | USE 8 M   | CAN 5 M   | GBR 1 M   | GER 4 M   | AUT 1 M   | PAB Ret M | ITA Ret M | EUR 2 M   | RSA Ret M  |           | 57        | 2º      |
| 1984 | Marlboro McLaren International | McLaren MP4/2  | TAG-Porsche P01 V6 Turbo     | BRA 1 M   | RSA 2 M   | BEL Ret M | SMR 1 M   | FRA 7 M   | MON 12 M  | CAN 3 M   | USE 4 M   | EUA Ret M | GBR Ret M | GER 1 M   | AUT Ret M | PAB 1 M   | ITA Ret M | EUR 1 M    | POR 1 M   | 71,5      | 2º      |
| 1985 | Marlboro McLaren International | McLaren MP4/2B | TAG-Porsche P01 V6 Turbo     | BRA 1 G   | POR Ret G | SAM DSQ G | MON 1 G   | CAN 3 G   | EUA Ret G | FRA 3 G   | GBR 1 G   | GER 2 G   | AUT 1 G   | PAB 2 G   | ITA 1 G   | BEL 3 G   | EUR 4* G  | RSA 3 G    | AUS Ret G | 731 (76)  | 1º      |
| 1986 | Marlboro McLaren International | McLaren MP4/2C | TAG-Porsche P01 V6 Turbo     | BRA Ret G | ESP 3 G   | SMR 1 G   | MON 1 G   | BEL 6 G   | CAN 2 G   | EUA 3 G   | FRA 2 G   | GBR 3 G   | GER 6 G   | HUN Ret G | AUT 1 G   | ITA DSQ G | POR 2 G   | MEX 2 G    | AUS 1* G  | 721 (74)  | 1º      |
| 1987 | Marlboro McLaren International | McLaren MP4/3  | TAG-Porsche P01 V6 Turbo     | BRA 1 G   | SMR Ret G | BEL 1 G   | MON 9 G   | EUA 3 G   | FRA 3 G   | GBR Ret G | GER 7 G   | HUN 3 G   | AUT 6 G   | ITA 15 G  | POR 1 G   | ESP 2 G   | MEX Ret G | JAP 7 G    | AUS Ret G | 46        | 4º      |
| 1988 | Honda Marlboro McLaren         | McLaren MP4/4  | Honda RA168E V6 Turbo        | BRA 1 G   | SMR 2 G   | MON 1 G   | MEX 1 G   | CAN 2 G   | DET 2 G   | FRA 1 G   | GBR Ret G | GER 2 G   | HUN 2 G   | BEL 2 G   | ITA Ret G | POR 1 G   | ESP 1 G   | JAP 2 G    | AUS 1 G   | 871 (105) | 2º      |
| 1989 | Honda Marlboro McLaren         | McLaren MP4/5  | Honda RA109E V10             | BRA 2 G   | SMR 2 G   | MON 2 G   | MEX 5 G   | EUA 1 G   | CAN Ret G | FRA 1 G   | GBR 1 G   | ALE 2 G   | HUN 4 G   | BEL 2 G   | ITA 1 G   | POR 2 G   | ESP 3 G   | JAP Ret* G | AUS Ret G | 761 (81)  | 1º      |
| 1990 | Scuderia Ferrari SpA           | Ferrari 641    | Ferrari 036 V12              | EUA Ret G | BRA 1 G   | SMR 4 G   | MON Ret G | CAN 5 G   | MEX 1 G   | FRA 1 G   | GBR 1 G   | GER 4 G   | HUN Ret G | BEL 2 G   | ITA 2 G   | POR 3 G   | ESP 1 G   | JAP Ret G  | AUS 3 G   | 711 (73)  | 2º      |
| 1991 | Scuderia Ferrari SpA           | Ferrari 642    | Ferrari 037 V12              | EUA 2 G   | BRA 4 G   | SMR NP G  | MON 5 G   | CAN Ret G | MEX Ret G |           |           |           |           |           |           |           |           |            |           | 34        | 5º      |
| 1991 | Scuderia Ferrari SpA           | Ferrari 643    | Ferrari 037 V12              |           |           |           |           |           |           | FRA 2 G   | GBR 3 G   | GER Ret G | HUN Ret G | BEL Ret G | ITA 3 G   | POR Ret G | ESP 2 G   | JAP 4 G    | AUS       | 34        | 5º      |
| 1993 | Canon Williams Team            | Williams FW15C | Renault RS5 V10              | RSA 1 G   | BRA Ret G | EUR 3 G   | SMR 1 G   | ESP 1 G   | MON 4 G   | CAN 1 G   | FRA 1 G   | GBR 1 G   | GER 1 G   | HUN 12 G  | BEL 3 G   | ITA 12 G  | POR 2* G  | JAP 2 G    | AUS 2 G   | 99        | 1º      |

* Campeão da temporada.
- ↑1  Nos descartes
- ↑2  Corrida encerrada antes de dois terços da prova serem completados, foram computados metade dos pontos.[13]

## Vitórias por equipe
McLaren: 30
Renault: 9
Williams: 7
Ferrari: 5